# ACL G4-Serie
Die G4-Serie ist eine Baureihe von ConRo-Schiffen der Reederei Atlantic Container Line. Die fünf Schiffe wurden im Juli 2012 in Auftrag gegeben und wurden zwischen 2013 und 2017 auf der Werft Hudong Zhonghua Shipbuilding (HZS) in Shanghai gebaut. seit der Fertigstellung werden sie im Transatlantikdienst der Reederei eingesetzt und lösten dort die 1985/86 in Dienst gestellten Generation der ACL G3-Serie ab. Sie können gleichzeitig Container sowie RoRo-Ladung und Fahrzeuge transportieren. Wie schon ihre Vorgänger sind es die weltweit größten Einheiten dieser Schiffsgattung.

## Einzelheiten
Die Schiffe sind als vielseitig einsetzbare ConRo-Einheiten mit mittschiff angeordnetem Deckshaus und Eisklasse ausgelegt. Die Schiffe verfügen über eine achtern an Steuerbord angeordnete RoRo-Rampe mit einer Tragfähigkeit von 420 Tonnen, aber über kein Ladegeschirr.
Das Grundkonzept der Schiffe stammt von International Maritime Advisors (IMA) aus Dragør, die einen Conro-Schiffstyp mit geringerem Ballastwasserbedarf anstrebten. Der darauf basierende Entwurf der G4-Serie wurde von Knud E. Hansen aus Helsingør erstellt und fußte auf den Erfahrungen mit den seit drei Jahrzehnten betriebenen G3-Schiffen, den Erfordernissen des zwischenzeitlich deutlich gewachsenen Ladungsvolumens und dem Wunsch der Reederei nach ökonomischer zu betreibenden Schiffseinheiten.

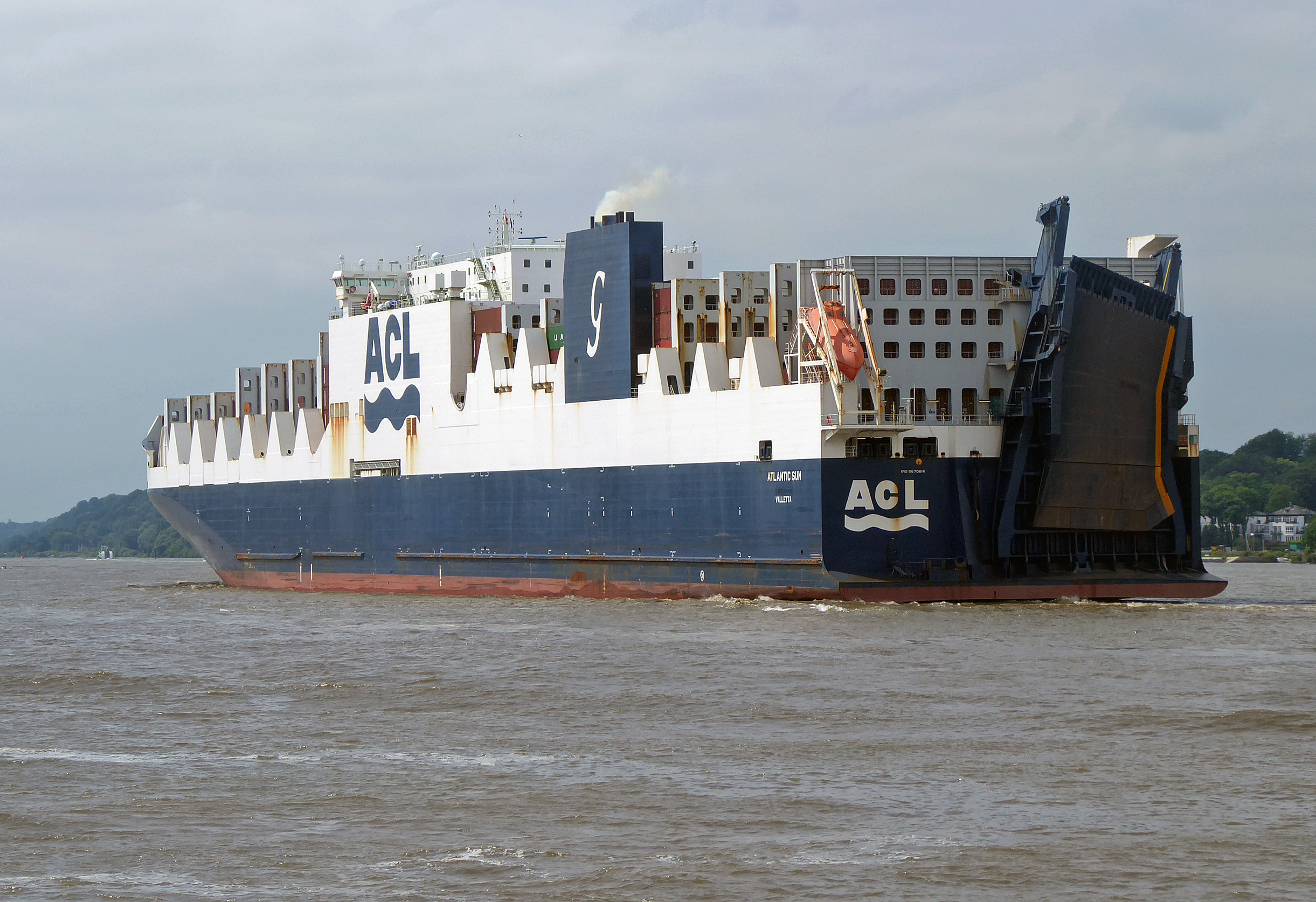
Heckansicht der Atlantic Sun 2021

Die Schiffe besitzen eine Unterteilung der Laderäume in Container- und RoRo-Bereiche, wobei sich letzterer auf den Mittschiffsbereich unterhalb der Aufbauten beschränkt und der Containerbereich die Teile des Schiffes vor und hinter den Aufbauten einnimmt. Durch diese Aufteilung wird eine tiefere Stauung im Schiff, bessere Stabilitätswerte und damit geringere notwendige Ballastwassermengen erreicht. Die Containerladeräume sind mit Cellguides versehenen und durch Luken für die „Lift on / Lift off“-Beladung zugänglich. Auch an Deck sind Cellguides für die Stauung von Containern vorgesehen. Dort können auch Kühlcontainer angeschlossen werden. Der RoRo-Bereich mit höhenverstellbaren Decks wird über die hintere Rampe beladen und entlöscht.
Die Containerkapazität der Schiffe beträgt etwa 3800 TEU und 28.900 m² RoRo-Stellfläche, auf denen etwa 760 RoRo-Einheiten und 1307 KFZ verstaut werden können.
Der Antrieb der Schiffe besteht jeweils aus einem bei der Hudong Heavy Machinery Company in Lizenz gefertigten Zweitakt-Dieselmotor des Typs Wärtsilä 8RT-flex68D. Weiterhin stehen Hilfsdiesel und ein Notdiesel-Generator zur Verfügung. Die An- und Ablegemanöver werden durch Bug- und Heckstrahlruder unterstützt.

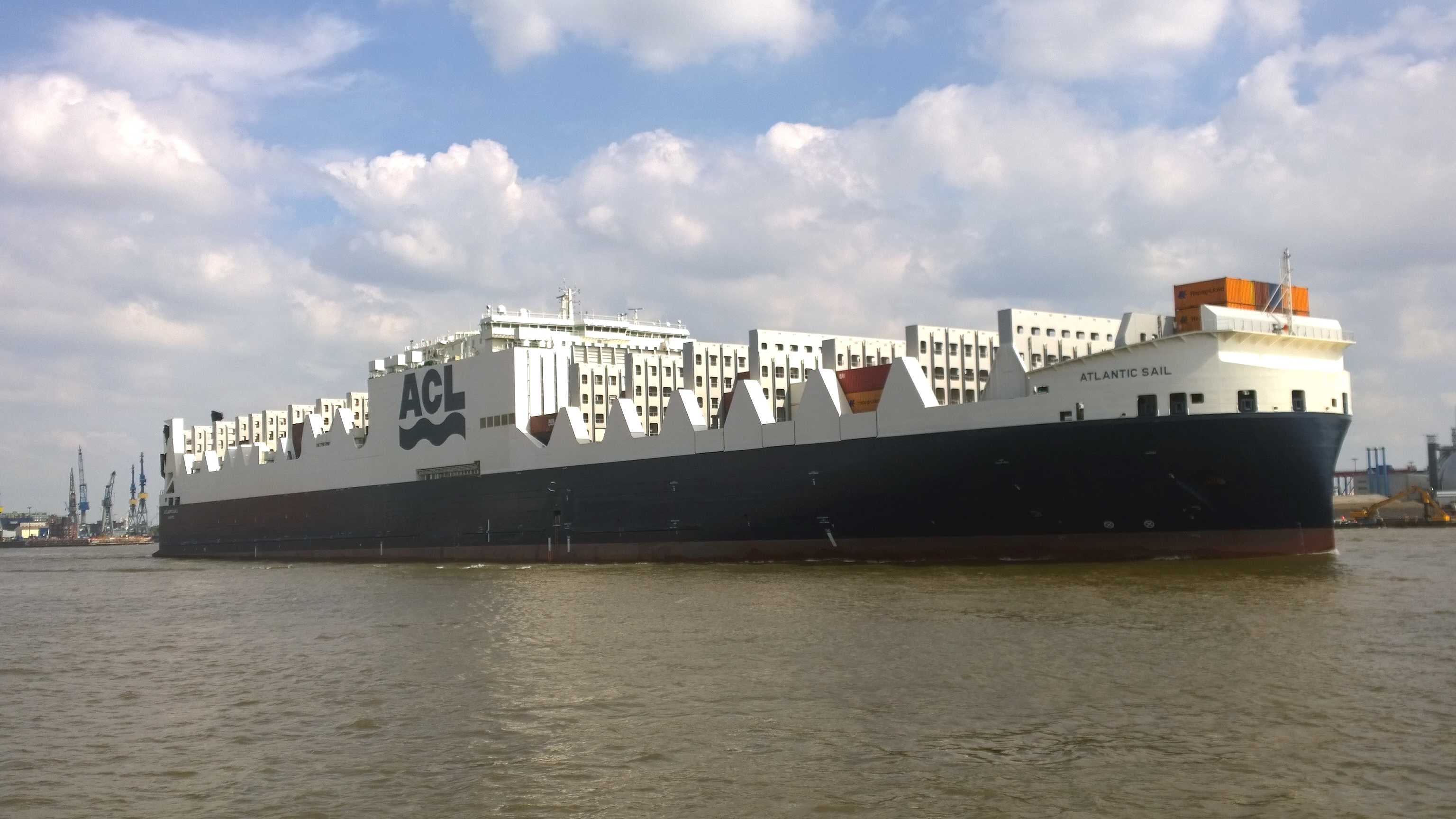
Die Atlantic Sail ausgehend Hafen Hamburg

## Die Schiffe
| ACL G4-Serie  | ACL G4-Serie | ACL G4-Serie | ACL G4-Serie                                   | ACL G4-Serie               |
| Bauname       | Bau- nummer  | IMO- Nummer  | Kiellegung Stapellauf Ablieferung              | Umbenennungen und Verbleib |
| ------------- | ------------ | ------------ | ---------------------------------------------- | -------------------------- |
| Atlantic Star | H1695A       | 9670573      | 24. März 2014 27. Januar 2015 27. Oktober 2015 | in Fahrt                   |
| Atlantic Sail | H1696A       | 9670585      | 31. März 2014 15. Juni 2015 31. März 2016      | in Fahrt                   |
| Atlantic Sea  | H1697A       | 9670597      | 26. Mai 2014 10. September 2015 30. Juni 2016  | in Fahrt                   |
| Atlantic Sky  | H1698A       | 9670602      | 20. Juni 2014 27. November 2015 22. März 2017  | in Fahrt                   |
| Atlantic Sun  | H1699A       | 9670614      | 30. Juni 2014 15. April 2016 26. Mai 2017      | in Fahrt                   |
| Quelle:       |              |              |                                                |                            |